# Гебауэр, Ян
Ян Гебауэр (чеш. Jan Gebauer, 8 октября 1838, Убиславице в горах Крконоше — 25 мая 1907, Прага) — чешский лингвист. Член Пражской АН (1890), иностранный член-корреспондент Петербургской АН.
Родился в бедной крестьянской семье; фамилия — от отдалённых предков, имевших немецкие корни. Учился в школе в Йичине (благодаря помощи местного священника), затем в Пражском Карловом университете, где специализировался по славянской филологии. Недостаток средств заставил его некоторое время (1865—1869 гг.) учительствовать в провинции (г. Пардубице). В 1873 стал доцентом, а в 1880 г. профессором Карлова университета (с 1882, после разделения университета — в его чешской части). Создал семинар по славянской филологии, где воспитывались все последующие богемисты эпохи.
Оставил фундаментальные исследования истории и современной грамматики чешского языка, заложившие основы богемистики вплоть до середины XX века. Сторонник младограмматизма.
Руководил журналом «Филологические записки» (чеш. Listy filologické).
Особую роль Гебауэр сыграл в разоблачении фальсификатов Вацлава Ганки — Краледворской и Зеленогорской рукописей. С основными публикациями на эту тему учёный выступил на страницах журнала «Атенеум» при поддержке его редактора, будущего основателя чехословацкого государства Т. Масарика. Подвергнув рукописи тщательному контролю с учётом последних достижений славистики, обнаружил на 6000 слов этих двух рукописей около 1000 ошибок, в том числе отклонения от средневековой орфографии, неверные грамматические флексии, неправильное употребление временных форм, невозможные в чешском слова, ошибочно фонетически «пересчитанные» из русского языка, употребление древних слов в новых значениях, синтаксические кальки с немецкого и т. п. Гебауэр также указал на параллели текстов с несомненными и разоблачёнными подделками («Песнью под Вышеградом» и др.), а также на ошибки, связанные с неправильным пониманием подлинных памятников. Сделал вывод о том, что однотипность ошибок в обоих фальсификатах свидетельствует об их едином авторстве. Аргументация Гебауэра, которой его оппоненты не смогли противопоставить ничего сколько-либо убедительного, стала одним из краеугольных камней в доказательстве подложности «рукописей».

## Труды
- Historická mluvnice jazyka českého (Историческая грамматика чешского языка) — том I Hláskosloví (Фонетика, 1894), т. III Tvarosloví (Морфология) — ч. 1 Skloňování (Склонение, 1896), ч. 2 Časování (Спряжение, 1898, дополненное и исправленное издание вышло в 1906 г.), т. IV Skladba (Синтаксис, 1929, последний том посмертно издан Франтишком Травничком). Под «tvarosloví» здесь имеется в виду словоизменение, т. II должен был быть посвящён словообразованию, но он не был написан.
- Slovník staročeský (Старочешский словарь, т. 1 — 1903 (A — J), т. 2 (до буквы N) был окончательно собран только после смерти автора)
- Mluvnice česká pro školy střední a ústavy učitelské I, II (Чешская грамматика для средних школ и педагогических институтов I, II, 1890)
- Krátká mluvnice česká (Краткая чешская грамматика, 1891)